# Zabytki w Rybniku

## Śródmieście
Kościoły
- Gotyckie prezbiterium dawnego kościoła farnego pw. Wniebowzięcia NMP z połowy XV w., obecnie kościółek akademicki
- Bazylika św. Antoniego, świątynia neogotycka, zbudowana według projektu Ludwika Schneidera w latach 1903–1906. Najwyższa świątynia na Górnym Śląsku, wieże sięgają 96 metrów. Wewnątrz bogate i niemalże kompletne wyposażenie neogotyckie. Szczególnie cenne są ołtarz główny i ołtarz boczny – MB Różańcowej wykonane przez C. Buhla we Wrocławiu oraz zasługująca na miano arcydzieła snycerskiego ambona. Całość wyposażenia w latach 2003–2006 poddana została gruntownej renowacji.
- Kościół pw. Matki Boskiej Bolesnej, wewnątrz skrzydła późnogotyckiego tryptyku z kościoła WNMP. Zbudowany według projektu Franciszka Ilgnera w latach 1798–1801 w stylu barokowo-klasycystycznym.
- Kościół ewangelicki zbudowany w 1791 według projektu Franciszka Ilgnera, odnowiony po pożarze w 1875 r., klasycystyczny z neoromańską fasadą i wieżą.

Budynki użyteczności publicznej

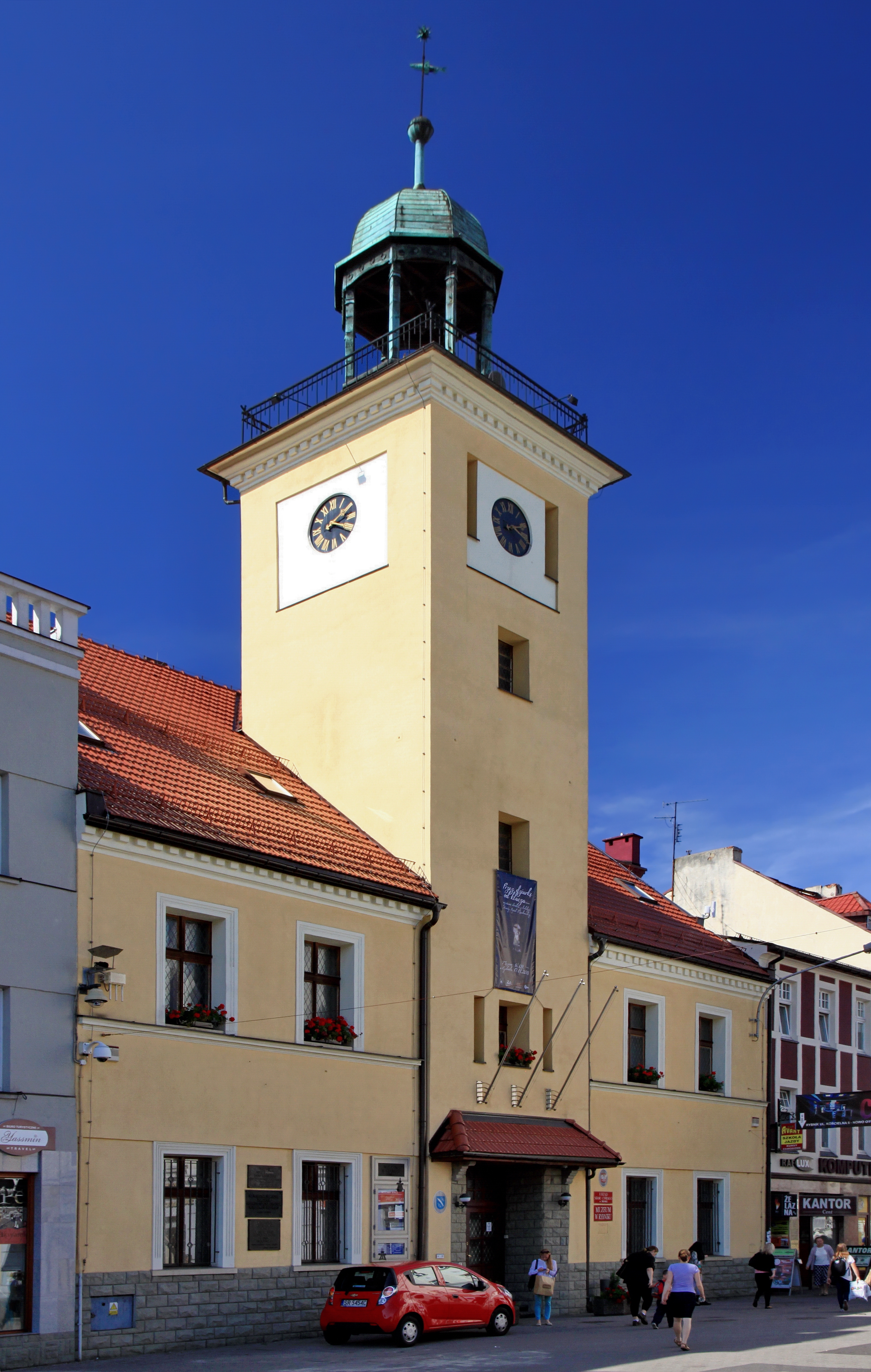
Dawny Ratusz, obecnie Muzeum Miejskie

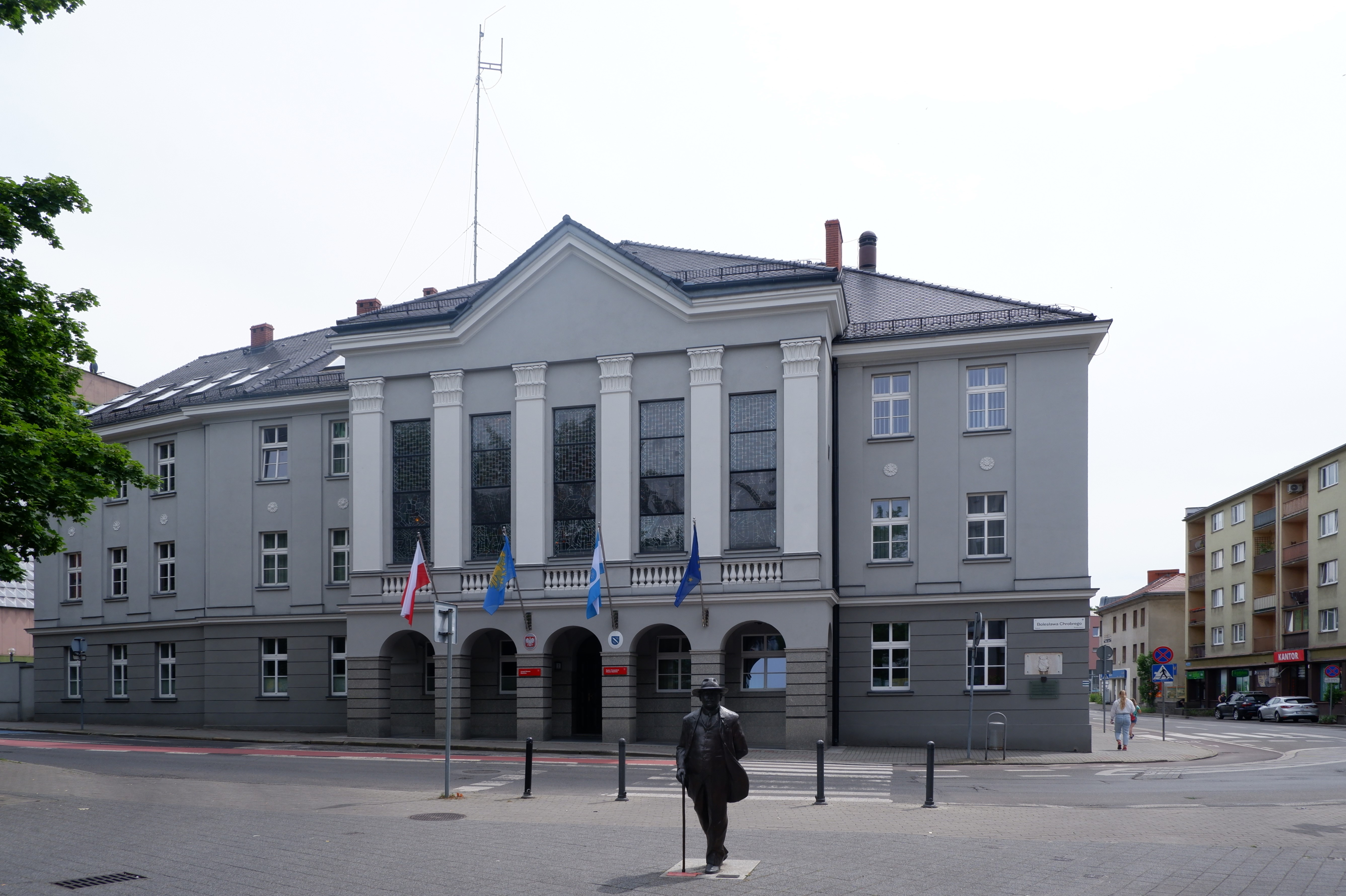
Nowy Ratusz

- Stary zamek piastowski, wzniesiony na początku XIII w., pod koniec XVIII w. zastąpiony nowym budynkiem zbudowanym według projektu Franciszka Ilgnera z przeznaczeniem na dom inwalidów wojennych. Z dawnego zamku ocalały skrzydła boczne zbudowane w II poł. XVIII w. w stylu późnobarokowym na zlecenie ówczesnych właścicieli Rybnika – Węgierskich. Obecnie siedziba sądu rejonowego.
- Budynek dawnego Starostwa powiatowego z 1887 zbudowany w stylu neorenesansu północnego
- Neoklasycystyczny budynek nowego ratusza, wzniesiony w 1928 r. Wewnątrz zachowany oryginalny międzywojenny wystrój sali posiedzeń oraz pochodzące z tego samego okresu witraże wykonane przez krakowską firmę Żeleńskiego, w tym jeden z widokiem miasta.
- Klasycystyczny dawny ratusz miejski z wieżą zegarową z 1822 r., obecnie mieszczący muzeum miejskie oraz Urząd Stanu Cywilnego. Budynek wzniesiony z inicjatywy ówczesnego burmistrza miasta A. Żelasko.
- Zespół Szpitalny św. Juliusza, założony przez doktora Juliusza Rogera, pierwsze budynki oddano do użytku w 1869 r. Najciekawszym obiektem jest centralna kaplica szpitalna pw. św. Juliusza (1894 r.). Budynki szpitalne reprezentują style: neogotycki, neoromański oraz eklektyczny.
- Funkcjonalistyczny dawny gmach Miejskiej Kasy Oszczędności z 1937 r., znajdujący się przy ul. Króla Bolesława Chrobrego.
- Zbudowany w stylu neorenesansu północnego w 1905 r. budynek poczty z interesującym szczytem oraz nietynkowaną fasadą z czerwonej cegły. W późniejszym okresie nieznacznie rozbudowany z zachowaniem cech stylowych[1].
- Wczesnomodernistyczny budynek sierocińca, bezpośrednio po wybudowaniu nazwanego imieniem niemieckiej cesarzowej Augusty Wiktorii, wzniesiony w 1913 r. i spełniający pierwotną funkcję do dziś.
- Modernistyczny budynek obecnej Państwowej Szkoły Muzycznej I i II st. im. Braci Szafranków, wzniesiony na początku lat 30. z przeznaczeniem na dom zakonny sióstr Boromeuszek, później spełniał m.in. rolę szpitala. Na początku obecnego dziesięciolecia gruntownie odnowiony i przekazany rybnickiej szkole muzycznej.
- Zespół zabudowań kampusu akademickiego przy ul. Rudzkiej, wznoszony z przeznaczeniem na szpital partiami od 1857 r. Większość dzisiaj istniejących obiektów pochodzi z okresu rozbudowy szpitala na pocz. XX w. (1909 oraz 1911/12) i reprezentuje wczesny modernizm. Budynki na początku obecnej dekady znacznie przekształcono, adaptując je dla potrzeb kampusu.
- Zespół budynków szpitala psychiatrycznego przy ul. Gliwickiej, otwartego w 1886 r.
- Budynek dworca kolejowego, oddany do użytku w 1853 r., rozbudowany i przekształcony w latach 30. XX w., kiedy to otrzymał obecną modernistyczną szatę architektoniczną. Pozostałościami architektury dawnego budynku są umiejętnie wkomponowane w modernistyczną całość neorenesansowe łukowe okna parteru.
- Modernistyczny budynek dawnego Domu Misyjnego Księży Werbistów wzniesiony w 1932 r., obecnie siedziba oddziału Politechniki Śląskiej.

Pomniki
- Figura św. Jana Nepomucena z 1728 r., stojąca przed kościołem Matki Boskiej Bolesnej, rzeźba późnobarokowa, dzieło Johanna Melchiora Oesterreicha z Raciborza
- Figura św. Jana Nepomucena na rynku, pochodząca z XVIII w., późnobarokowa, pierwotnie stojąca w Jastrzębiu, podarowana Rybnikowi przez hrabiego Strachwitza. Po wybuchu II wojny światowej usunięta z rynku przez hitlerowców, wróciła nań dopiero w latach 90. XX wieku.

Szkoły
- Budynek I Liceum Ogólnokształcącego im. Powstańców Śląskich, znajdujący się na rogu obecnych ulic Generała Kościuszki i Króla Chrobrego, wzniesiony w 1910 r. jako pruskie gimnazjum królewskie. Zbudowany w stylu wczesnomodernistycznym, w okresie międzywojennym dwukrotnie rozbudowywany (skrzydło od strony ul. Chrobrego) z zachowaniem cech stylowych. Wewnątrz częściowo zachowane dawne wyposażenie (np. okazała klatka schodowa).

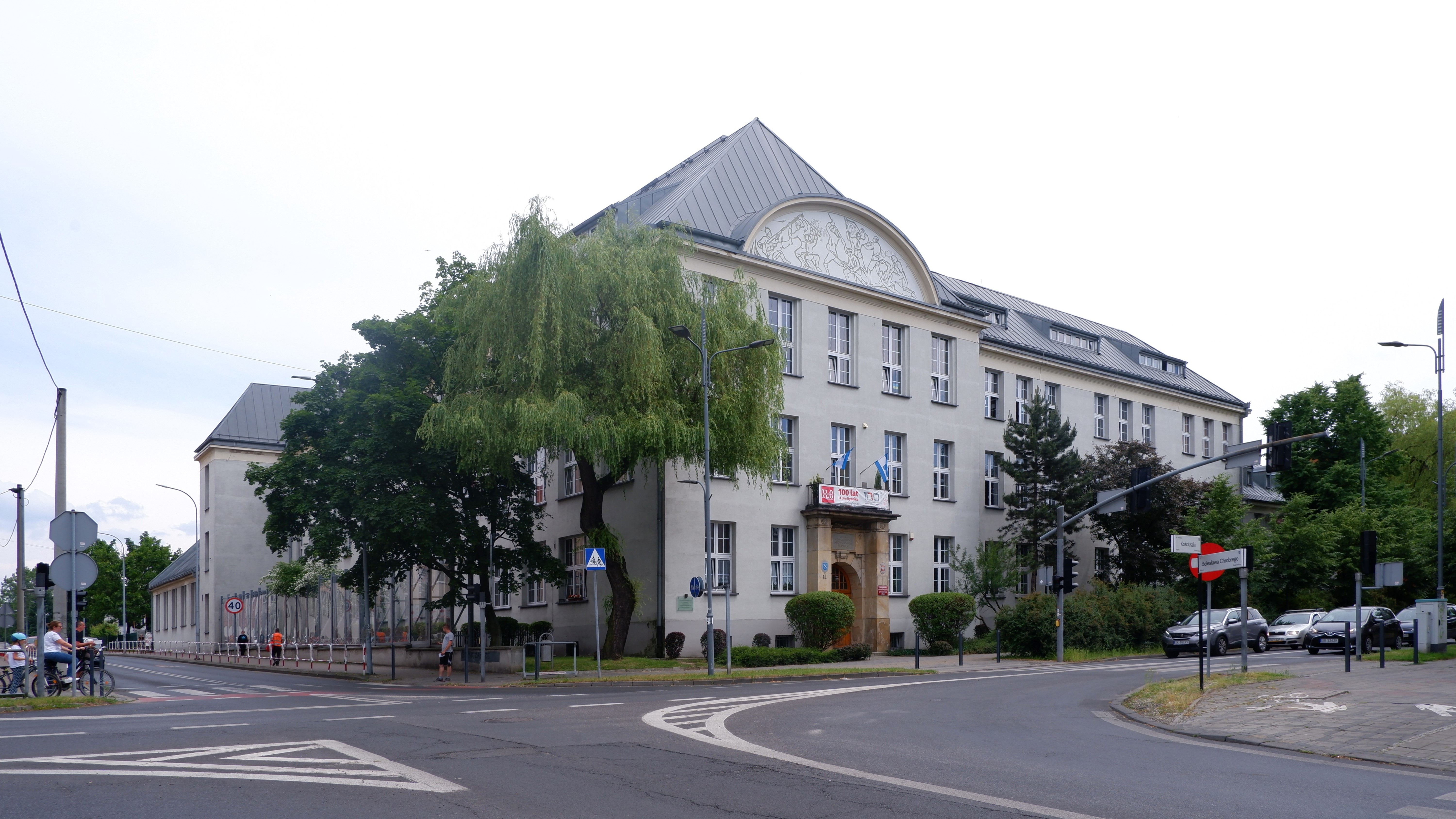
Budynek I LO

- Budynek II Liceum Ogólnokształcącego im. A. Frycza-Modrzewskiego, wzniesiony w 1935 r. jako szkoła im. marszałka J. Piłsudskiego. Reprezentuje styl funkcjonalistyczny.
- Funkcjonalistyczny budynek dawnej Szkoły Handlowej, obecnie zespołu szkół mechanicznych, zbudowany u schyłku lat 30. XX w.

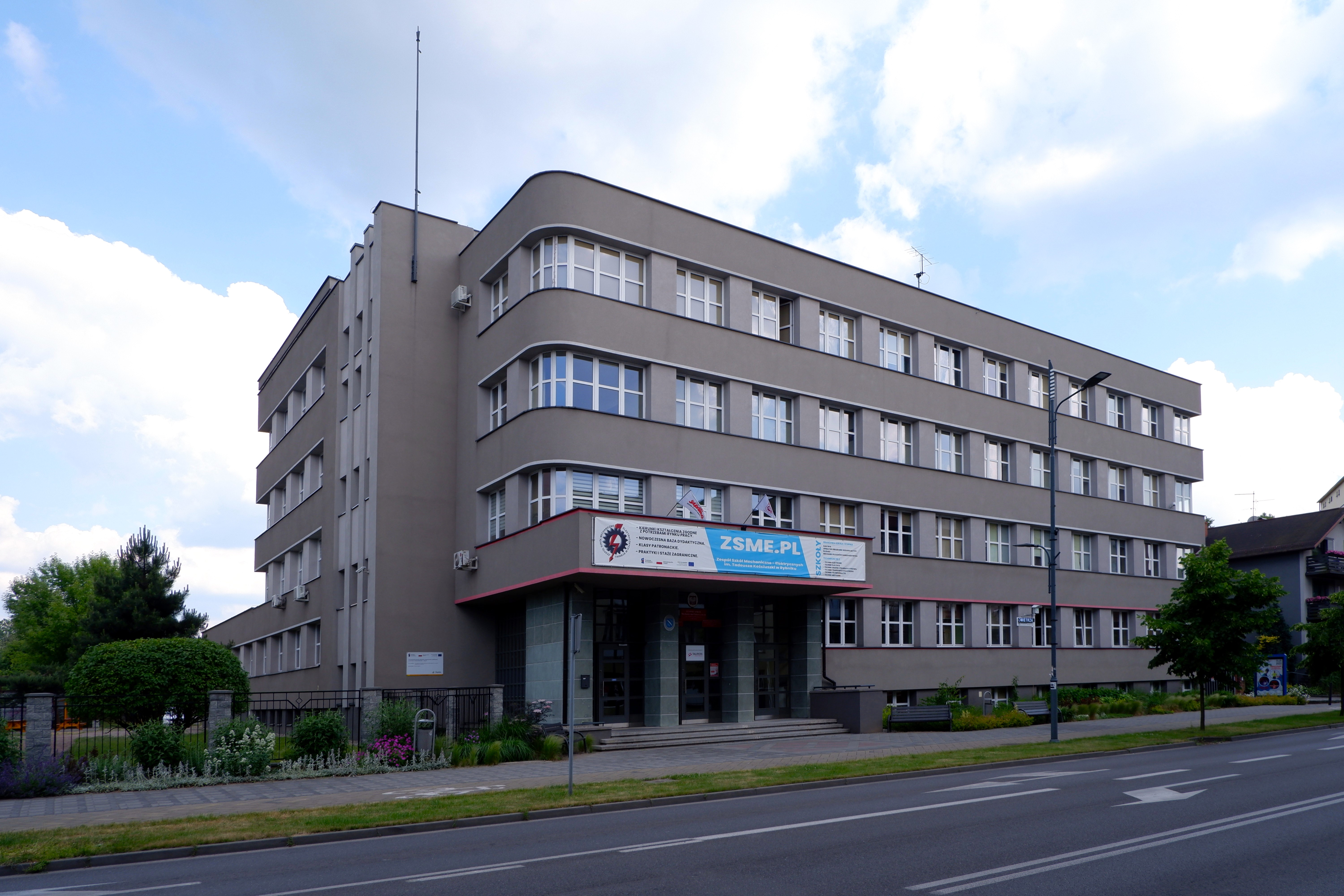
Funkcjonalistyczny budynek dawnej Szkoły Handlowej

- Budynek dawnej szkoły powszechnej, obecnie Gimnazjum nr 1, wzniesiony w 1902 r. według projektu E. Petzkiego z Gliwic w stylu łączącym dominujące elementy neogotyku z elementami neoromanizmu. Budynek uległ poważnemu uszkodzeniu podczas walk o miasto w 1945 r., odbudowany po zakończeniu wojny.
- Funkcjonalistyczny budynek Zespołu Szkół Urszulańskich w Rybniku, którego budowę rozpoczęto w 1937 r. i kontynuowano do wybuchu wojny. W obrębie kompleksu budynków należących do sióstr Urszulanek na uwagę zasługują również budynek dawnej szkoły ewangelickiej, założonej w 1791 r. oraz budynek klasztoru, wzniesiony pod koniec XIX w. jako obwodowa komenda wojska i policji.

Domy towarowe
- Budynek mieszkalno-handlowy przy obecnej ul. Króla Sobieskiego, zbudowany w 1903 r. w stylu eklektycznym z elementami secesji. Zachowała się oryginalna dekoracja fasady z dominującymi w niej secesyjnymi motywami roślinnymi. Obecnie Empik Megastore.

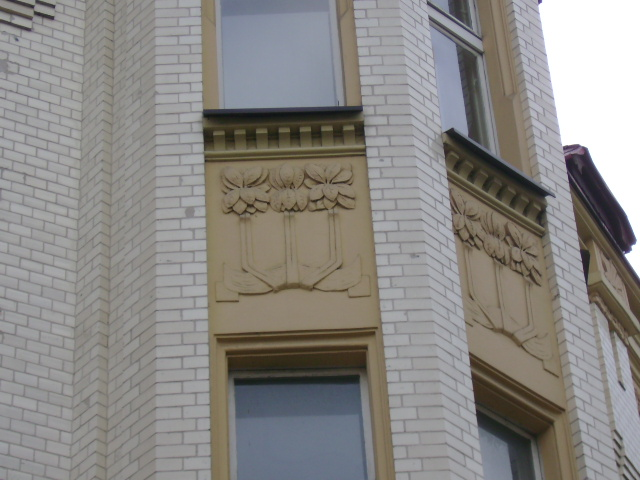
Secesyjny detal na fasadzie budynku Empiku (1903 r.)

- Dawny dom handlowy Pragera znajdujący się przy Rynku, zbudowany u schyłku I dekady XX w. w stylu wczesnego modernizmu.

Kamienice
- Liczne kamienice mieszczańskie w dzielnicy Śródmieście, szczególnie w okolicach Rynku, a także przy ulicach Kościuszki, Powstańców, Łony i Hallera, pochodzące głównie z XIX i pierwszych dziesięcioleci XX w., reprezentujące charakterystyczne dla tego okresu style: neoklasycystyczny, historyczny, eklektyczny, także z elementami secesji oraz wczesnomodernistyczny. Na szczególną uwagę zasługują kamienice:
  - Rynek 15, mieszcząca dawnej aptekę, zbudowana pod koniec XVIII lub na początku XIX w.
  - Rynek 1, zbudowana w pocz. XIX w., przebudowana w stylu neoklasycystyczno – modernistycznym w 1925 r.

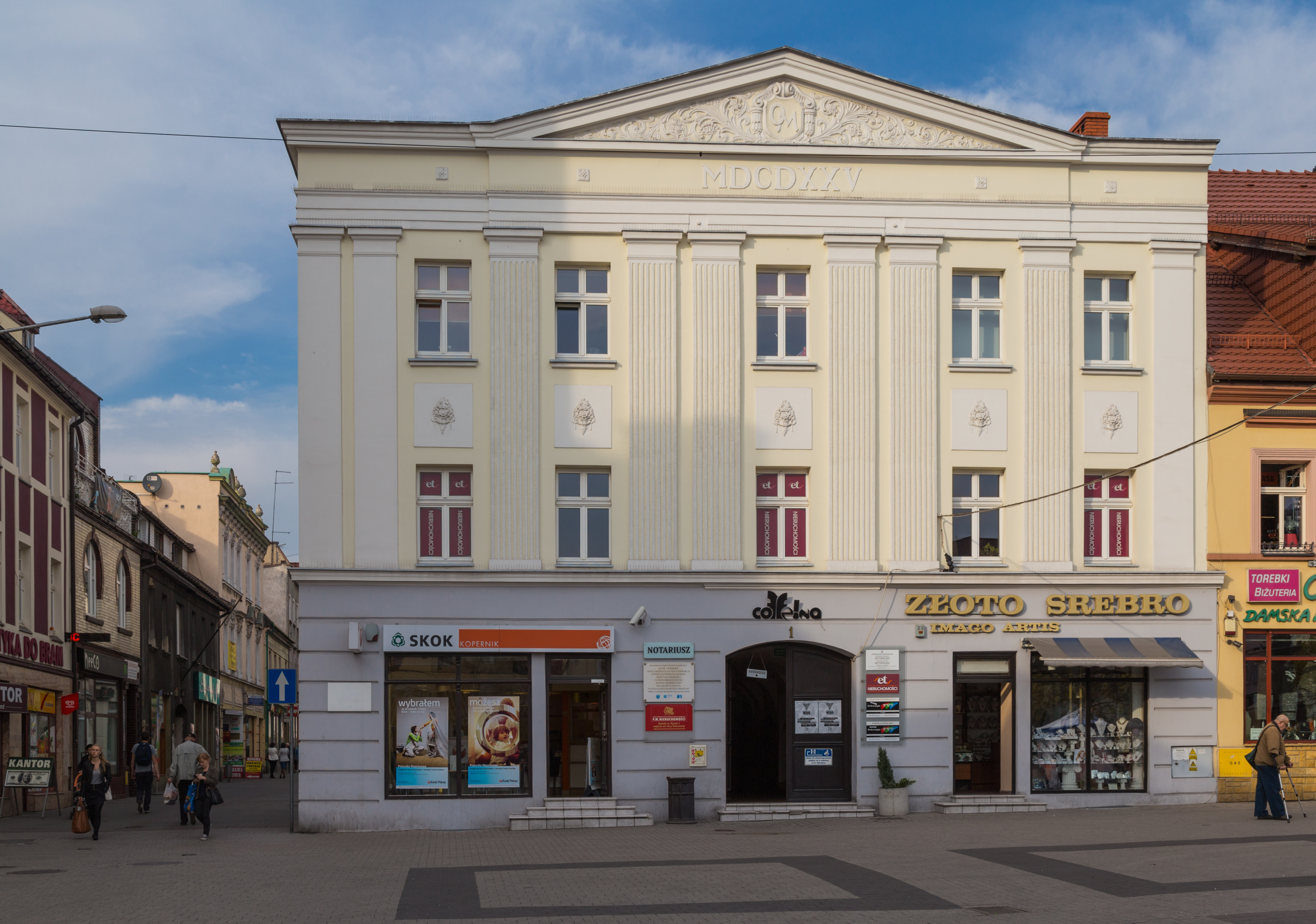
Fasada kamienicy Rynek 1

- - Rynek 13 – zbudowana w II poł. XIX wieku pałacowa kamienica o bogato dekorowanej fasadzie. Zwracają uwagę stiukowe fryzy, obramienia okien, neorenesansowy wykusz w centralnej osi budynku oraz balustradowa attyka. Architektura budynku w pewnym stopniu nawiązuje do włoskich renesansowych pałaców.
  - kamienice Rynek: 2, 4, 7, 14, częściowo 17 – wzniesione w XIX w. reprezentują architekturę klasycystyczną, charakterystyczną dla najstarszych murowanych realizacji architektonicznych w zabudowie rybnickiego rynku.
  - Sobieskiego 1 – pochodząca z pocz. XX w., posiada bogatą fasadę o dobrze zachowanej neobarokowo – secesyjnej dekoracji.
  - Kamienica przy ulicy Łony 1 wzniesiona w 1912. Mieścił się w niej niegdyś sklep rzeźny wyłożony dekoracyjnymi płytkami ceramicznymi (prawdopodobnie z lat 1912–1914). Współcześnie zasłoniętę zostały płytami gipsowymi, jednak na archiwalnych zdjęciach zachowało się przedstawienie płytek o floralnych wzorach w różnych odcieniach czerwieni i zieleni[2].

Dawne hotele

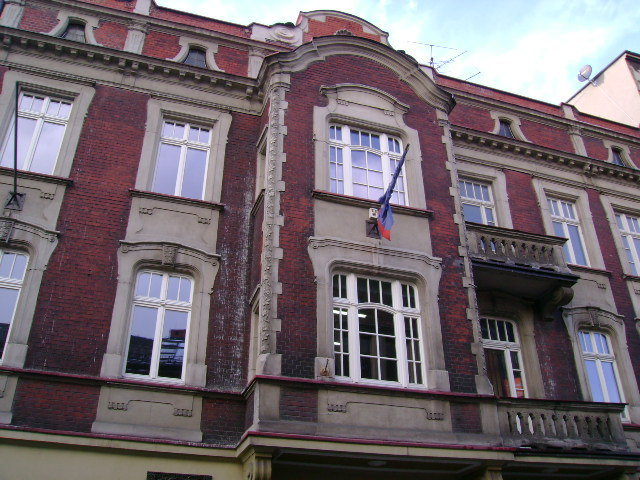
Neobarokowo-secesyjna fasada kamienicy przy ul. Sobieskiego 1

- Eklektyczno-secesyjny budynek dawnego hotelu Śląski Dwór (Schlesischer Hof), znajdujący się na rogu ulic Raciborskiej i Hallera oraz dwa, wzniesione w identycznym stylu, budynki mieszkalne przylegające do niego do strony ul. Hallera. Cały zespół wzniesiono w pierwszej dekadzie XX w. Zachowała się częściowo bogata secesyjna dekoracja fasad, w której przeważają motywy roślinne, a także secesyjne elementy bryły budynków (wykusze, szczyty).

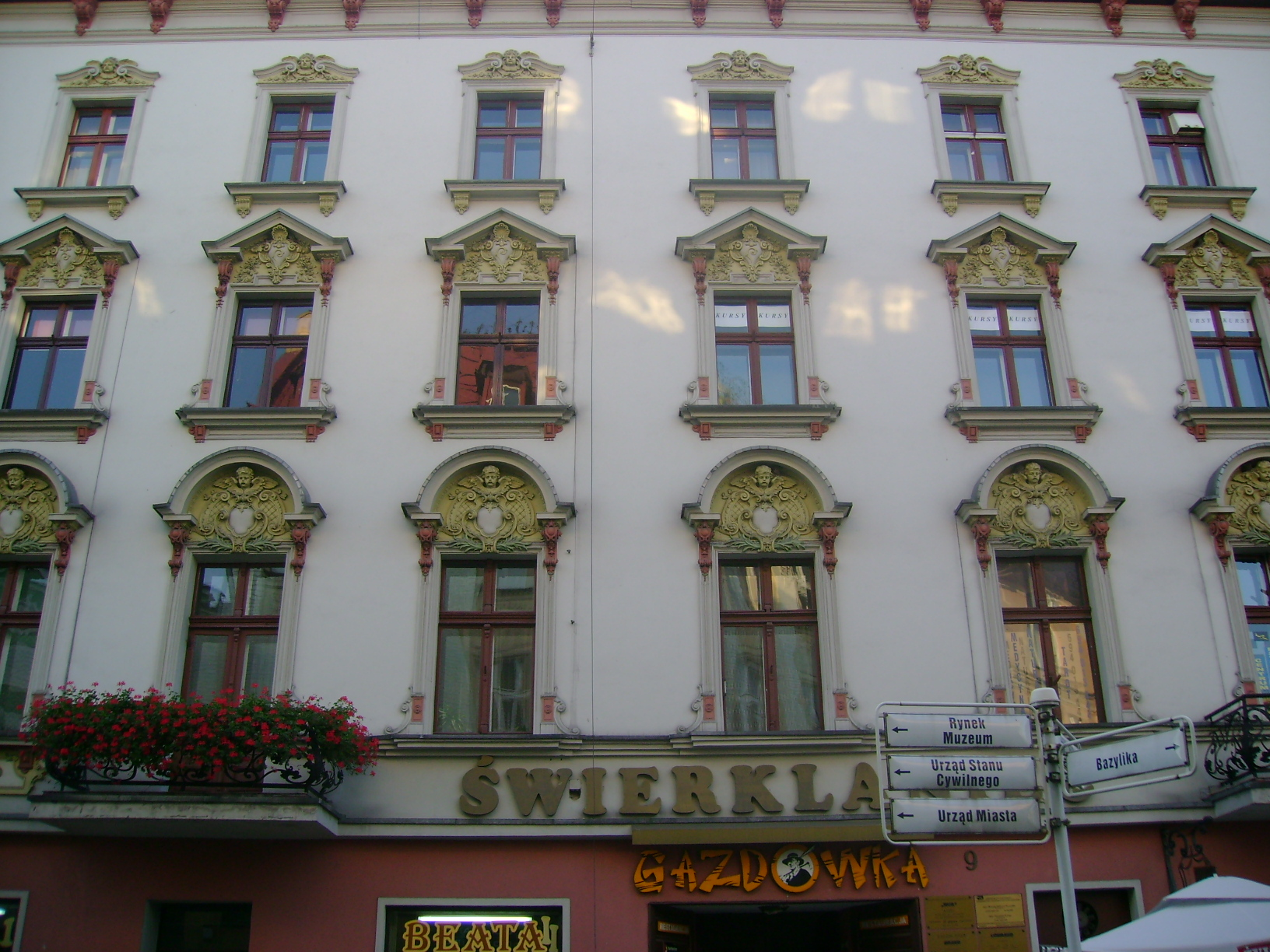
Neobarokowy detal fasady dawnego hotelu Świerklaniec

- Budynek dawnego hotelu Świerklaniec, wzniesiony u schyłku XIX w. w stylu neobarokowym na miejscu najstarszej rybnickiej karczmy o tej samej nazwie. Zachowała się bogata neobarokowa dekoracja fasady. 18 marca 2021 w wyniku prac remontowych przeprowadzanych w budynku uległa zawaleniu znaczna część ściany frontowej.[3]
- Budynek hotelu Rynkowego, znajdujący się przy ul. Korfantego, wzniesiony u schyłku XIX w. jako hotel Wittiga. Budynek reprezentuje styl neobarokowy, zachowała się bogata dekoracja fasady, m.in. w postaci atlantów.

Wille

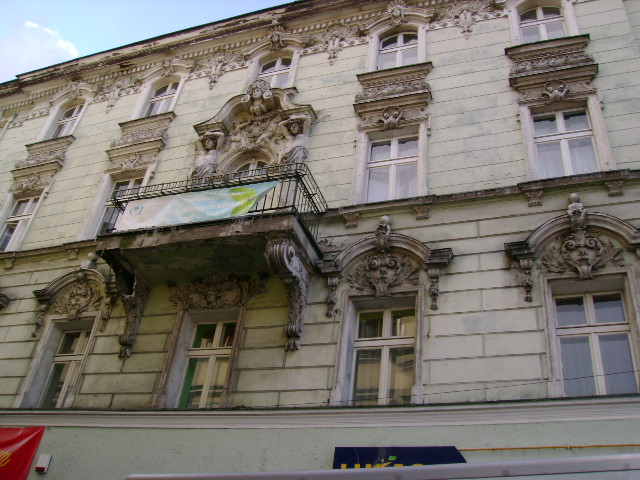
Neobarokowy detal fasady dawnego hotelu Wittiga

- Eklektyczna, z nieznacznymi elementami secesji, willa z lat 1904–1906, znajdująca się przy ulicy Mikołowskiej. Budynek posiada piętro wykonane z tzw. pruskiego muru.
- Sąsiadujący z powyższą wczesnomodernistyczny budynek, w którym dawniej mieściła się siedziba Powiatowej Inspekcji Budowlanej.

Inne
- Wieża ciśnień przy skrzyżowaniu ulic Gliwickiej i Kotucza

## Dzielnice
- Kościół św. Katarzyny z 1534 w dzielnicy Wielopole.
- Kościół św. Wawrzyńca, zbudowany w 1717 w dzielnicy Boguszowice, przeniesiony do dzielnicy Ligocka Kuźnia w 1975 roku, wewnątrz bogate wyposażenie wczesno- i późnobarokowe, między innymi obraz Męczeństwo św. Wawrzyńca, autorstwa najwybitniejszego malarza śląskiego baroku Michaela Leopolda Willmanna, wyposażenie pochodzi z cysterskiego kościoła opackiego w Rudach Wielkich
- Funkcjonalistyczny budynek kościoła oo. franciszkanów pw. św. Józefa w dzielnicy Smolna, zbudowany pod koniec lat 30. XX w. Z kościołem sąsiadują modernistyczne budynki klasztoru ukończone w 1928 r.
- Późnobarokowy murowany dwór zbudowany w 1736 znajdujący się w dzielnicy Stodoły.
- Zabytkowa kopalnia „Ignacy” w Rybniku-Niewiadomiu

## Nieistniejące zabytki
- Nowa Synagoga z XIX w., zburzona w 1940 r.
- Stara Synagoga – drewniana bożnica z XIX w.